# Koh Ker
Koh Ker (khmerski: ប្រាសាទកោះកេរ្ដិ៍, Prasat Kaôh Ké) je arheološko nalazište u sjevernoj Kambodži udaljeno oko 120 kilometra od Siem Reapa i drevnog Angkora. Na zaštićenom području od 81 kvadratnog kilometra nalazi se dvadesetak spomenika.
Koh Ker je moderni naziv za važan grad Khmerskog Carstva. U natpisima se grad spominje kao Lingapura ili Chok Gargyar:70 (prevedeno kao grad pogleda, ili kao šuma željeznog drveća).
Mjesto je udaljeno oko dva i pol sata vožnje od grada Siem Reap, a posjetitelji mogu odsjesti u obližnjem selu Seyiong, 10 km od hramova gdje se nalazi niz kuća za goste. 
Mjesto Koh Ker uvršteno je na UNESCO-ov popis mjesta svjetske baštine u Aziji 17. rujna 2023. tijekom 45. zasjedanja Odbora za svjetsku baštinu u Rijadu, Saudijska Arabija. Koh Ker je sveti urbani ansambl brojnih hramova i svetišta, uključujući skulpture, natpise, zidne slike i arheološke ostatke. 

## Povijest i odlike
Pod vladavinom kraljeva Jayavarmana IV. i Harshavarmana II. Koh Ker je nakratko bio glavni grad cijelog carstva (928. – 944.). 
Jayavarman IV. proveo je ambiciozan program gradnje. Vjeruje se da je njegov sveti grad osnovao kralj Jayavarman IV. na temelju drevnih indijskih religijskih koncepata svemira. Pod njegovom vladavinom izgrađen je ogroman rezervoar za vodu i oko četrdeset hramova. Najznačajniji kompleks je dvostruko svetište (Prasat Thom/Prang), slijedi linearni plan, a ne koncentrični kao većina hramova khmerskih kraljeva. Bez premca je 36 metara visoka piramida, koja je najvjerojatnije služila kao glavni hram:103 Jayavarmana IV. (slika desno).
Novi grad pokazao je nekonvencionalno urbanističko planiranje, umjetnički izraz i građevinsku tehnologiju, posebno upotrebu vrlo velikih monolitnih kamenih blokova.
Pod Jayavarmanom IV. razvijen je stil Koh Kera, a umjetnost skulpture dosegla je vrhunac. Klesan je veliki broj kipova. Zbog svoje udaljenosti, mjesto Koh Ker su mnogo puta opljačkali pljačkaši. Skulpture Koh Kera mogu se naći ne samo u različitim muzejima, već i u privatnim zbirkama.
- Piramidni hram Prasat Thom
- Prasat Pram („Hram pet tornjeva”)
- Prasat Neang Khmau („Hram crne dame”) sa oprljenim zidovima
- Ulazni portal u Prasat Krachap
- Banteay Peechean